# Chytrý majetek
Chytrý majetek (v angličtině Smart_Property) je majetek, jehož vlastnictví je řízeno přes bitcoinový blockchain za pomoci kontraktů. Chytrým majetkem mohou být nefyzické věci, jako např. akcie firmy, přístupová práva k vzdálenému počítači, ale také fyzické věci, jako např. auta, mobilní telefony, domy. Když se z obyčejného majetku stane chytrý majetek, pak je umožněno jeho obchodování s podstatně menší důvěrou všech zúčastněných stran. To snižuje šance na podvod, zmenšuje zprostředkovatelské poplatky a umožňuje provádět obchody, které by se jinak nikdy neuskutečnily. Například to umožňuje půjčení peněz od cizích lidí tak, že vezmou chytrý majetek jako zástavu, čímž bude půjčování více konkurenční a tím také levnější.

## Historie
Primitivní formy chytrého majetku jsou již běžné – pokud vlastníte auto, pravděpodobně je vybaveno imobilizérem. Imobilizéry rozšiřují fyzický klíč o kryptografický identifikátor (digitální klíč), který zajišťuje, že pouze vlastníci tohoto identifikátoru mohou nastartovat motor. Imobilizéry dramaticky snížily krádeže aut.
Mnoho dalších případů moderního majetku je chráněno proti krádeži pomocí kryptografie. 
Například některé chytré telefony odmítnou spolupráci s uživatelem, pokud není zadán správný PIN kód pro odemknutí. Kryptografie je zde využívána dvojím způsobem: mění ukradená zařízení v nepoužitelná a také brání v ukradení telefonního čísla. 
I přes výše uvedené příklady nebyl celý potenciál kryptograficky aktivovaného majetku zatím plně prozkoumán. Soukromý (privátní) klíč je obvykle uložen ve fyzickém kontejneru (fyzický klíč nebo SIM karta) a není možné jej jednoduše přesunout nebo pozměnit. Chytrý majetek toto mění: vlastnictví soukromého klíče může být přesunuto pomocí Bitcoinové transakce.

## Teorie
Tato sekce předpokládá, že je čtenář obeznámen s protokolem Bitcoin a rozumí kontraktům.
Obchod s chytrým majetkem bude demonstrován na příkladu s autem. Počítač auta vyžaduje autentifikaci po vlastníkovi klíče. Digitální klíč je založen na algoritmu šifrování s veřejným klíčem, např. ECDSA-256. Auto začíná žít svým životem, když opustí brány továrny s klíčem, kterým má veřejnou část. Malé množství Bitcoinu je vloženo na tento klíč, např. (0.0001), označíme ho T. Auto je vybaveno digitálním certifikátem od výrobce a identifikačním klíčem, který je svázán s veřejnou částí v certifikátu. Toto umožňuje autu prokázat různé skutečnosti, jako např. svou existenci, stáří nebo počet najetých kilometrů.
Má-li být auto prodáno, následuje tento scénář:
1. Kupující vygeneruje nonci (náhodné číslo) a požádá prodejce o zaslání dat o autu.
2. Prodejce předá autu náhodné číslo a auto vrátí datovou strukturu podepsanou svým identifikačním klíčem. Datová struktura obsahuje nonci, veřejný klíč auta, technické údaje o autu, veřejný klíč současného vlastníka, transakci + větev merkleova stromu, která obsahuje informaci o tom, kdo je poslední majitel. Toto zajišťuje, že kupující ví, co dostane a že auto pochází od reálného prodejce.
3. Prodejce zvolí klíč k přijmutí platby, k1 a uvede cenu P.
4. Kupující vygeneruje nový vlastnický klíč, k2.
5. Kupující provede transakci se dvěma vstupy a dvěma výstupy. První vstup slouží pro podepsání ceny P. Druhý vstup je napojen na výstup držící T mincí Bitcoinu na adrese vlastníka. První výstup pošle P mincí Bitcoinu  na k1 a druhý výstup pošle T mincí na k2. Tato transakce není validní, protože pouze první vstup může být podepsán. Kupující přenechá tuto částečně dokončenou transakci prodávajícímu, který pak podepíše druhý vstup s klíčem současného vlastníka auta. Nakonec prodávající vypustí transakci do sítě.
6. Obě zúčastněné strany počkají na několik potvrzení transakce a obchod je zrealizován.

V praxi může být výše uvedený postup zrealizován za pomocí chytrých telefonů s NFC hardwarem.  Stačí telefon přiblížit k přístrojové desce auta, což vyvolá spuštění mobilní aplikace peněženky ve speciálním módu, který ví, jak provádět obchody s chytrým majetkem. Poté stačí na telefonu zadat (potvrdit) cenu a kupující a prodávající přiblíží své telefony k sobě, aby dokončili obchod.
I když je kryptografie komplexní obor, účastníci obchodu o ní nemusí nic vědět. Telefon kupujícího pak může plnit další funkci – např. startování auta.

## Půjčky a zástavy
Možnost obchodovat fyzický majetek bez rizika podvodu je velmi užitečná. Je možné však využít další možnost, kterou nám kryptografie nabízí a to realizaci půjček s nízkou úrovní důvěry zúčastněných stran. Např. žadatel shání půjčku, se kterou je možné začít malé podnikání. Místo požádání banky o úvěr, požádá lidi z celého světa, aby podávali nabídky na jeho půjčku. Tímto pravděpodobně získá nejlepší možný úrok. Aby toto fungovalo, věřitelé potřebují vědět, že když nebude půjčka splacena, získají od dlužníka zástavu – např. auto.

Toto je možné realizovat přidáním přístupových klíčů ke klíči vlastníka auta. Přístupové klíče mohou být přidány či odebrány tak, že vlastník auta podepíše svým vlastnickým klíčem zprávu (transakci).  Přístupové klíče mohou být dočasné. 

Po dobu trvání půjčky se změní vlastnictví auta na věřitele, zatímco přístupové klíče bude mít stále původní vlastník (dlužník). Po úspěšném splacení půjčky je vlastnictví auta zpátky převedeno z věřitele na původního majitele (dlužníka). Přístupovým klíčům je možné přiřadit časové omezení, takže pokud dlužník nesplácí půjčku, jeho přístupové klíče přestanou fungovat a není možné s nimi nastartovat auto. Nový vlastník nyní může přijít k autu a bez problémů s ním odjet. Pokud však chce, (pochází např. z jiné země), může auto prodat užitím prodejního protokolu (je popsán v odstavci Teorie) a získat peníze za prodej auta bez osobní návštěvy.